# Робселькор
«Робселькор» (до квітня 1928 р. «Робкор України» і «Селькор України») — журнал для робочих і селянських кореспондентів.
Виходив 1927—1941 pp., спочатку в Харкові, з 1934 у Києві з різною періодичністю: місячник (1927—8, 1933—4), три рази на місяць (1931—3) і як двотижневик (1929—30, 1934—41); редактор І. Сазонов. З 1939 орган ЦК КП(б)У.